# Paul Binswanger
Paul Binswanger (* 25. Dezember 1896 in Frankfurt am Main; † 21. April 1961) war ein deutscher Literaturwissenschaftler und Essayist.

## Leben
Binswanger stammte aus einer jüdischen Kaufmannsfamilie. Er wurde 1934 in Heidelberg zum Dr. phil promoviert. Die geplante Habilitation kam nicht mehr zustande, weil Binswanger 1933 nach Italien emigrieren musste, wo er bis 1939 blieb. Weitere Lebensstationen waren: 1939–1948 Neuseeland, 1948–1958 England und 1958–1961 Florenz.
1931 heiratete er Ottilie Lilienthal, die Tochter von Gustav Lilienthal und Nichte des Flugpioniers Otto Lilienthal. Sie begleitete ihn auf allen Stationen des Exils.
1938/1939 waren die Binswangers in ihrem Florentiner Exil Gasteltern der Brüder Erich und Georges-Arthur Goldschmidt, bevor die Binswangers nach Neuseeland übersiedelten und die Brüder Goldschmidt aus Sicherheitsgründen nach Frankreich gebracht wurden.
Über Binswangers Schrift Die ästhetische Problematik Flauberts schrieb Walter Benjamin, sie stelle „ein einziges breitspuriges Elend“ dar.
Binswanger war befreundet mit Karl Wolfskehl und stand im Briefwechsel mit Erich Auerbach, Ludwig Klages und Dolf Sternberger.

## Werke (Auswahl)
- Die deutsche Klassik und der Staatsgedanke. Wegweiser-Verlag, Berlin 1933
- Die ästhetische Problematik Flauberts. Untersuchung zum Problem von Sprache und Stil in der Literatur. Klostermann, Frankfurt am Main 1934
- Wilhelm von Humboldt. Huber, Frauenfeld 1937